# Гулиев, Валех Джафар оглу
Валех Джафар оглу Гулиев — советский, азербайджанский и российский учёный-математик, доктор физико-математических наук.

## Биография
Родился 26 декабря 1943 года в селе Шорсулу Сальянского района.
Окончил механико-математический факультет Азербайджанского государственного университета им. С. Кирова (Баку) (1969, с красным дипломом) и аспирантуру МГУ им. М. В. Ломоносова (1972, научный руководитель Г. П. Черепанов). В 1974 году защитил диссертацию, кандидат физико-математических наук.
С 1972 года старший научный сотрудник, заведующий отделением Московского евразийского института. В 1979—1989 годы зав. особым конструкторским бюро НИИ механики и математики АН Азербайджанской ССР.
В 1980 году защитил в Москве докторскую диссертацию с присуждением степени доктора наук, в 1987 году утверждён в учёном звании профессора.
С 1987 по 2015 г. заведующий кафедрой в Московском государственном открытом университете.
Область научных исследований — применение математики в различных отраслях: космонавтика, авиастроение, электротехника, механика прочности, термоупругость и других. Автор и соавтор 175 научных работ, 7 учебников и 2 монографий.
Умер в Москве от сердечного приступа 5 января 2018 года.

## Звания и премии
- Премия Совета Министров СССР (1983).
- Заслуженный работник высшей школы Российской Федерации.